# Philippe Perrenoud
Philippe Perrenoud (2 de junho de 1944) é um sociólogo suíço que é uma referência essencial para os educadores em virtude de suas ideias pioneiras sobre a profissionalização de professores e a avaliação de alunos. Perrenoud é doutor em sociologia e antropologia, professor da Faculdade de Psicologia e de Ciências da Educação da Universidade de Genebra e diretor do Laboratório de Pesquisas sobre a Inovação na Formação e na Educação (Life), também em Genebra. Ele se destacou no campo da Educação por seus estudos e pesquisas sobre as competências dos alunos. Sua influência se estendeu ao Brasil, onde muitos professores foram impactados por suas ideias inovadoras sobre formação de professores e avaliação dos alunos. Suas contribuições foram amplamente debatidas e consideradas nos Parâmetros Curriculares Nacionais (PCN).
Além de sua notável carreira acadêmica, Philippe Perrenoud leciona na Faculdade de Psicologia e Ciências da Educação da Universidade de Genebra. Ele é autor de várias obras importantes na área de formação de professores, incluindo "Avaliação - da excelência à regulação das aprendizagens", "Pedagogia Diferenciada", "Construir as competências desde a escola" e o famoso "Dez novas competências para ensinar".